# 360 Newbury Street
360 Newbury Street (también conocido como el Edificio de Tránsito y el edificio Tower Records) es un edificio comercial y residencial de nueve pisos ubicado en la intersección de Newbury Street y Massachusetts Avenue en el vecindario Back Bay de Boston, en el estado de Massachusetts (Estados Unidos). Diseñado por Arthur Bowditch, fue construido en 1919 y sirvió por primera vez como sede del ferrocarril elevado de Boston. El edificio de ocho pisos se utilizó más tarde como almacén y espacio de oficinas, y albergó Tower Records desde 1987 hasta 2001. Se agregó un piso adicional a fines de la década de 1980 durante una renovación diseñada por Frank Gehry; otro fue creado a partir de un entrepiso durante una renovación de 2005. En los tres pisos inferiores hay un espacio comercial y una entrada a la estación Hynes Convention Center, y en los seis pisos superiores hay condominios privados.

## Historia
La parte oeste de Back Bay se llenó en la década de 1870. A principios de la década de 1880, la esquina sureste de Westchester Park (más tarde Massachusetts Avenue) y Newbury Street fue ocupada por el contratista de obras George Wheatland Jr., con el ferrocarril de Boston y Albany abierto en 1834 que lo bordea al sur. El edificio fue utilizado más tarde por Boston Cab Company (más tarde Charles S. Brown Company), una empresa de taxis tirados por caballos.
En julio de 1911, la legislatura de Massachusetts aprobó un proyecto de ley que prevé la construcción de varios túneles, incluido el metro de Boylston Street. La construcción comenzó en marzo de 1912. La Comisión de Tránsito de Boston (BTC) negoció una servidumbre a través del edificio de Boston Cab Company el 24 de septiembre de 1912. Más tarde se determinó que el edificio no era seguro; el BTC lo adquirió el 3 de abril de 1913 y lo demolió poco después, lo que permitió que prosiguiera la construcción en la parte oeste de la estación de Massachusetts (ahora estación Hynes Convention Center). La sede principal de la estación se construyó en el antiguo emplazamiento de la empresa de taxis. Se clavaron pilotes de madera y hormigón a través de 2,1 m de limo para proporcionar una base firme para la estación y para permitir el desarrollo futuro de los derechos aéreos sobre ella. La estación y el túnel se abrieron el 3 de octubre de 1914.
La construcción de un edificio de oficinas de siete pisos (originalmente planeado como ocho pisos) encima del vestíbulo de la estación por Newbury Realty Company comenzó en 1917. Diseñado por Arthur Bowditch, el edificio se completó en octubre de 1919. En noviembre de 1919, el Boston Elevated Railway (BERy) anunció planes para mudarse al edificio, ya que vencía su contrato de arrendamiento en 101 Milk Street. El BERy utilizó los pisos superiores del edificio, entonces conocido como Edificio de Tránsito, como sus oficinas hasta 1926.
En 1938, el edificio era propiedad de una empresa de seguros, pero aún se conocía como el Edificio de Tránsito. Más tarde se utilizó para almacenamiento y oficinas, con restaurantes y tiendas minoristas (incluida una tienda de música y sonido Wurlitzer de la UE ) en la planta baja. La construcción de Massachusetts Turnpike en la década de 1960 eliminó los edificios vecinos hacia el sur a lo largo de Massachusetts Avenue y Boylston Street. En febrero de 1986, Tower Records, con sede en Sacramento, anunció planes para abrir una tienda en los primeros tres pisos del edificio. La tienda, catalogada como la tienda de discos más grande del país, abrió el 14 de diciembre de 1987.
A mediados de 1986, el desarrollador Richard Cohen inició una importante renovación del edificio, que fue diseñado por el arquitecto Frank Gehry. Con 6,1 m de alto, tiene un soporte de cornisa mediante puntales en ángulo. Los lados sur y este del edificio estaban revestidos de cobre recubierto de plomo; los lados oeste y norte que daban a la calle conservaron su ladrillo y piedra originales, pero agregaron marquesinas de vidrio sostenidas por puntales más angulosos. Un crítico de arquitectura de The Boston Globe elogió la renovación por su audacia en la arquitectura conservadora de Boston. En 1991, la renovación fue elegida como una de las 19 mejores obras del año por el Instituto Americano de Arquitectos, el máximo premio nacional de arquitectura. La estructura fue conocida popularmente como el edificio Tower Records.
El edificio de 12 000 m² se vendió por 47 millones de dólares en 2004. Los cinco pisos superiores se convirtieron en seis pisos, con 54 condominios. En marzo de 2007, se esperaba que los tres pisos inferiores se vendieran entre 45 y 55 millones. Boston Residential Group vendió los pisos al holding español Ponte Gadea más tarde ese año.
La tienda Tower Records cerró en 2001. El espacio comercial fue ocupado por Virgin Megastore de 2002 a 2006, luego Best Buy hasta 2012. Una tienda TJ Maxx abrió en el espacio en mayo de 2016.

## Galería

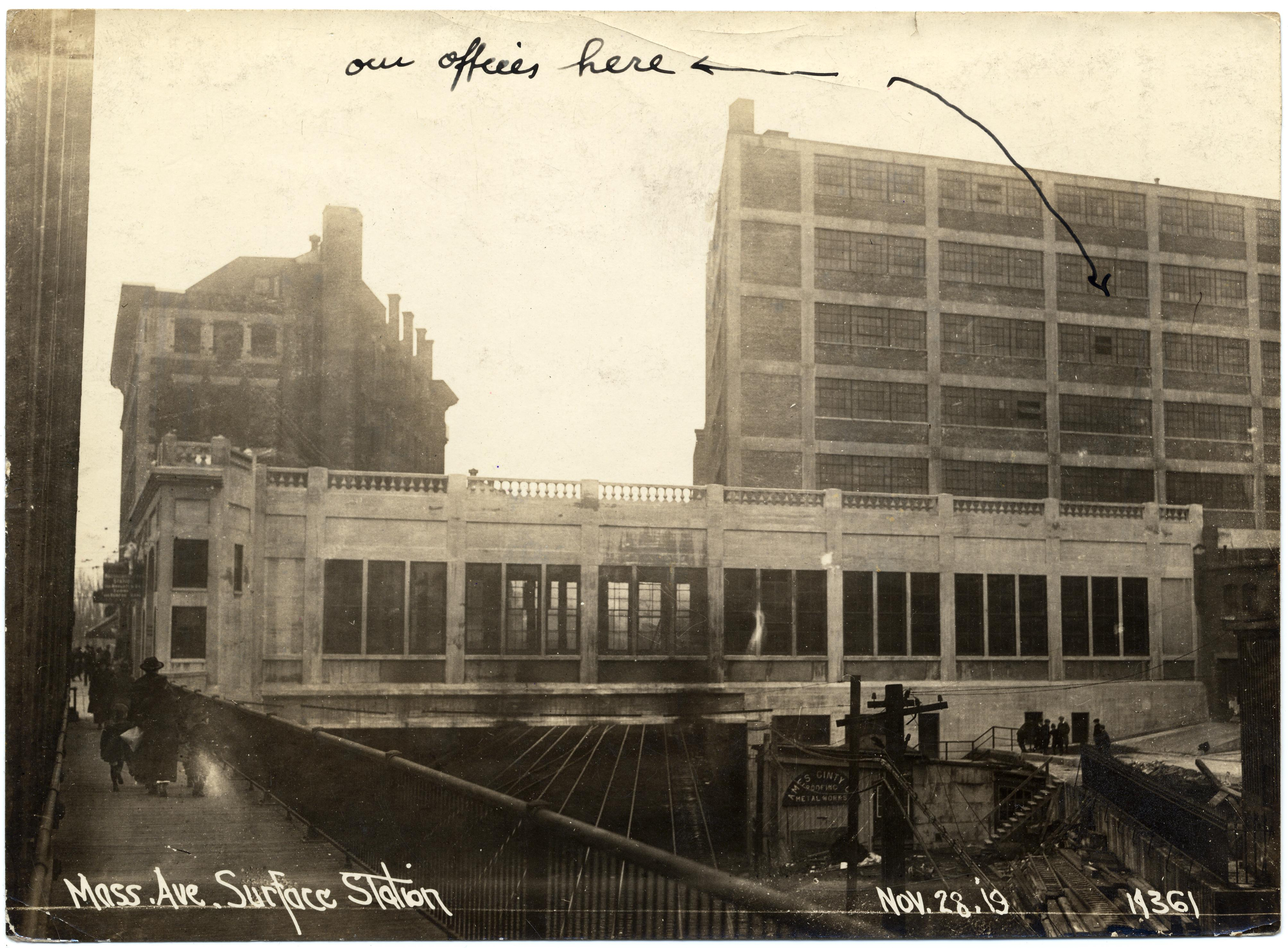
El edificio (derecha) en 1919
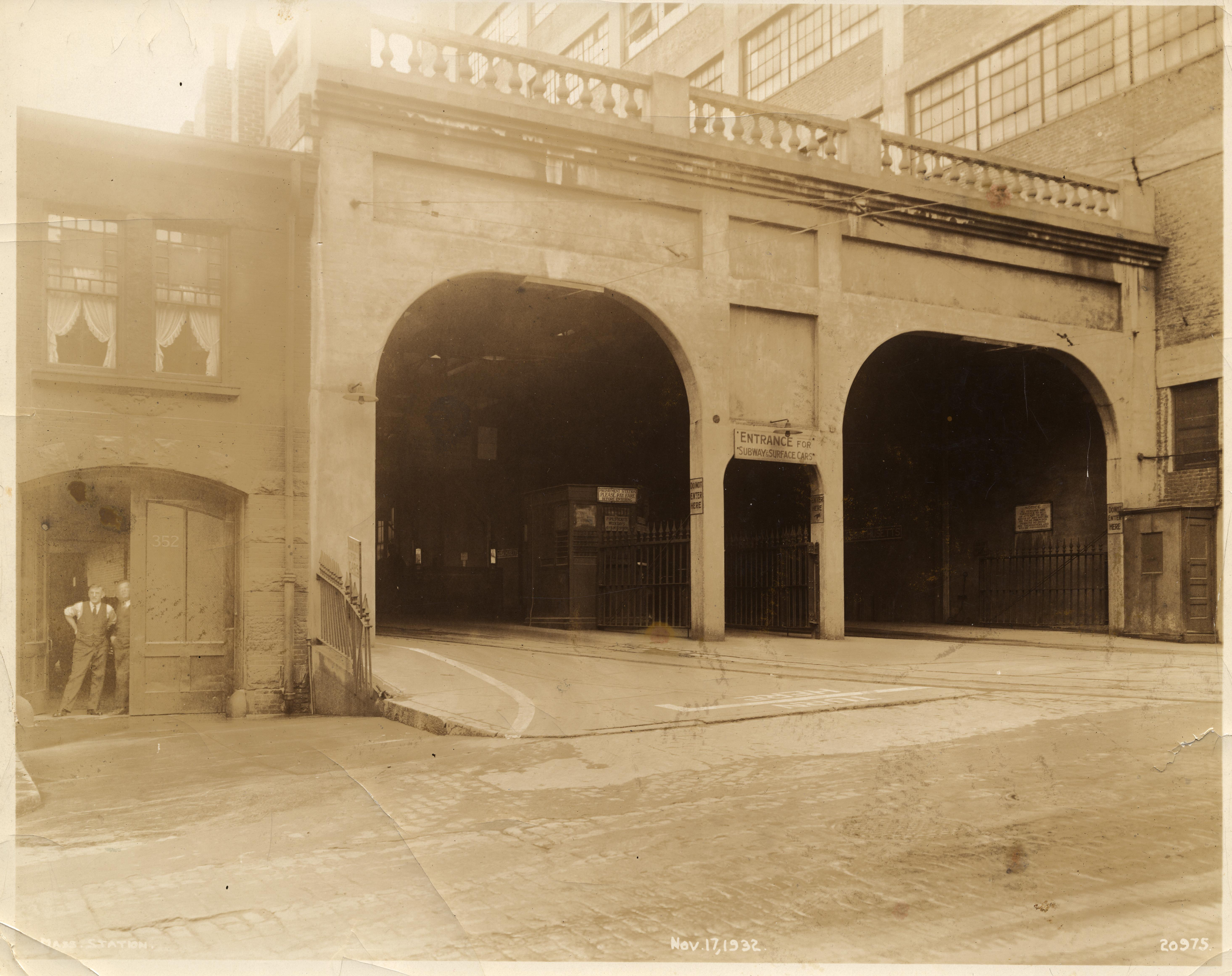
Entradas del túnel 1932
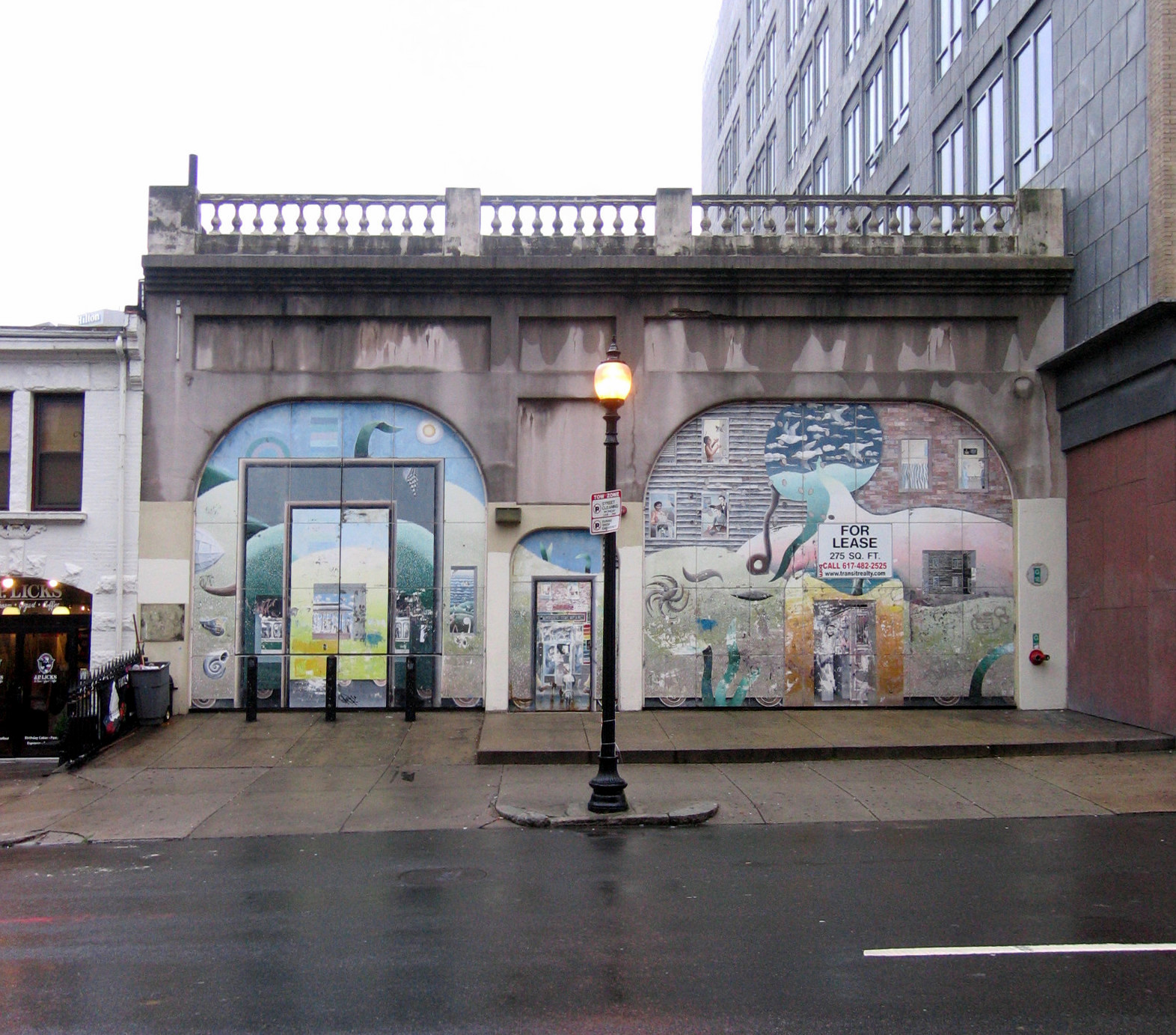
Entradas del túnel 2011
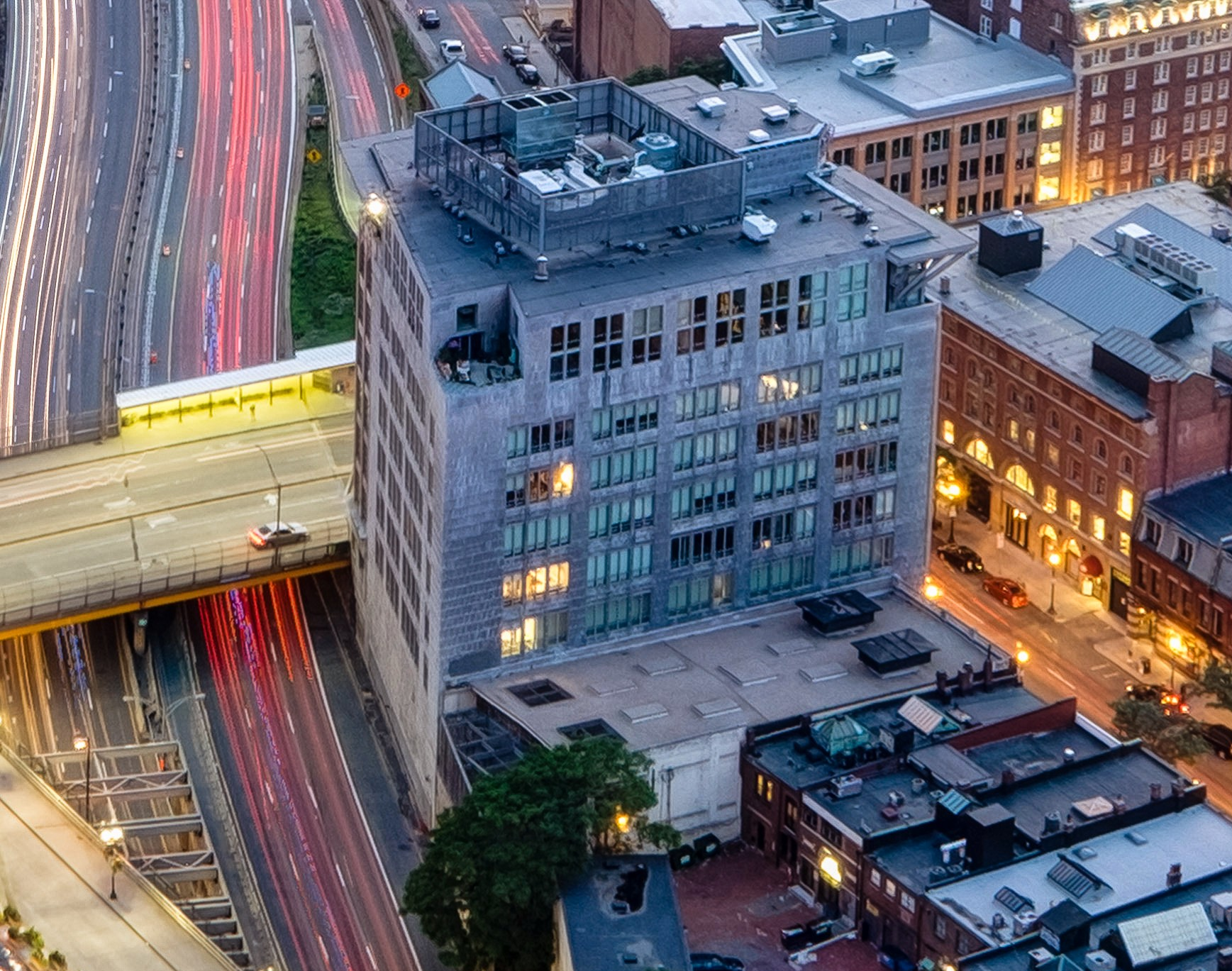
Vista aérea
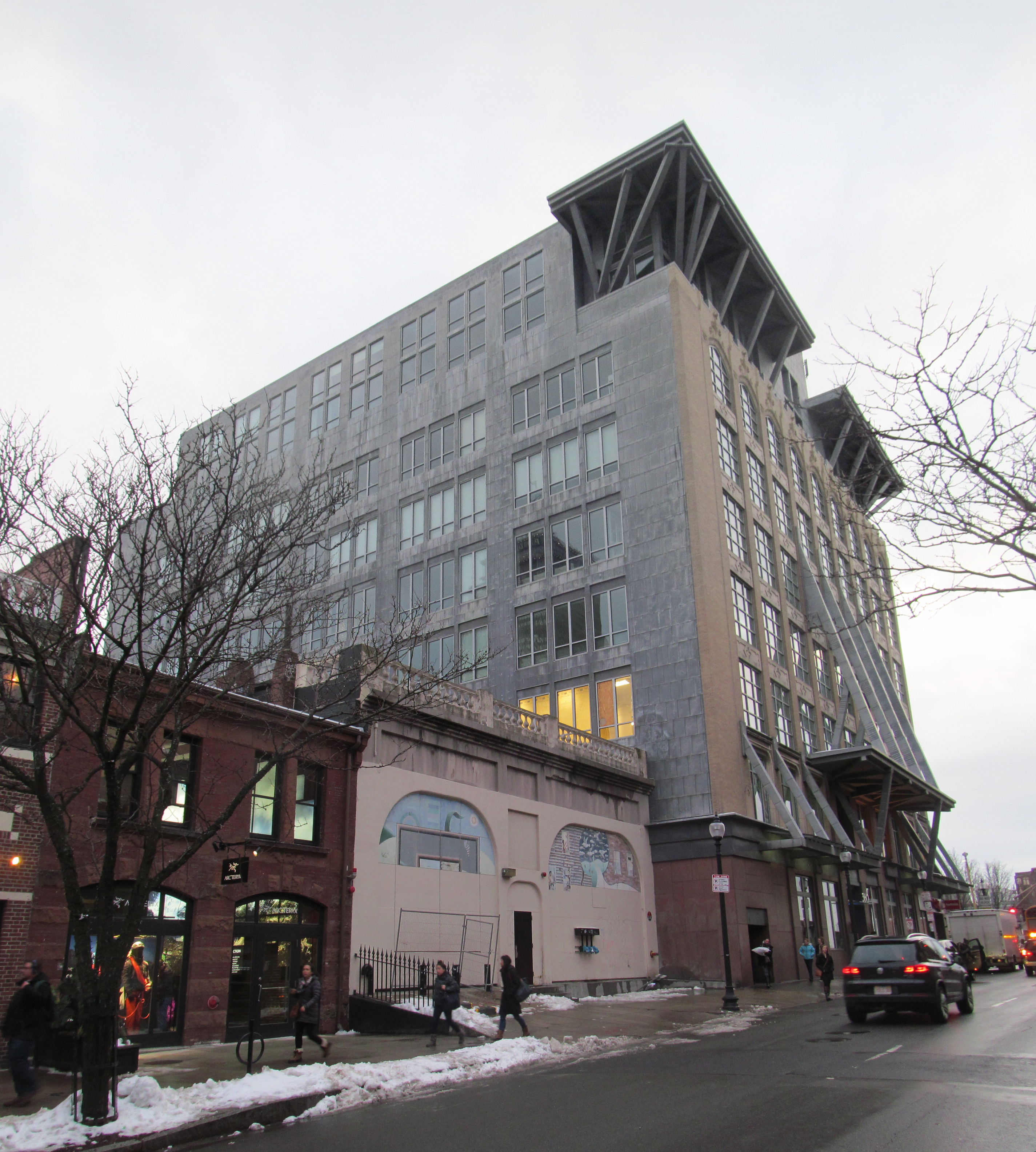
El edificio en 2016
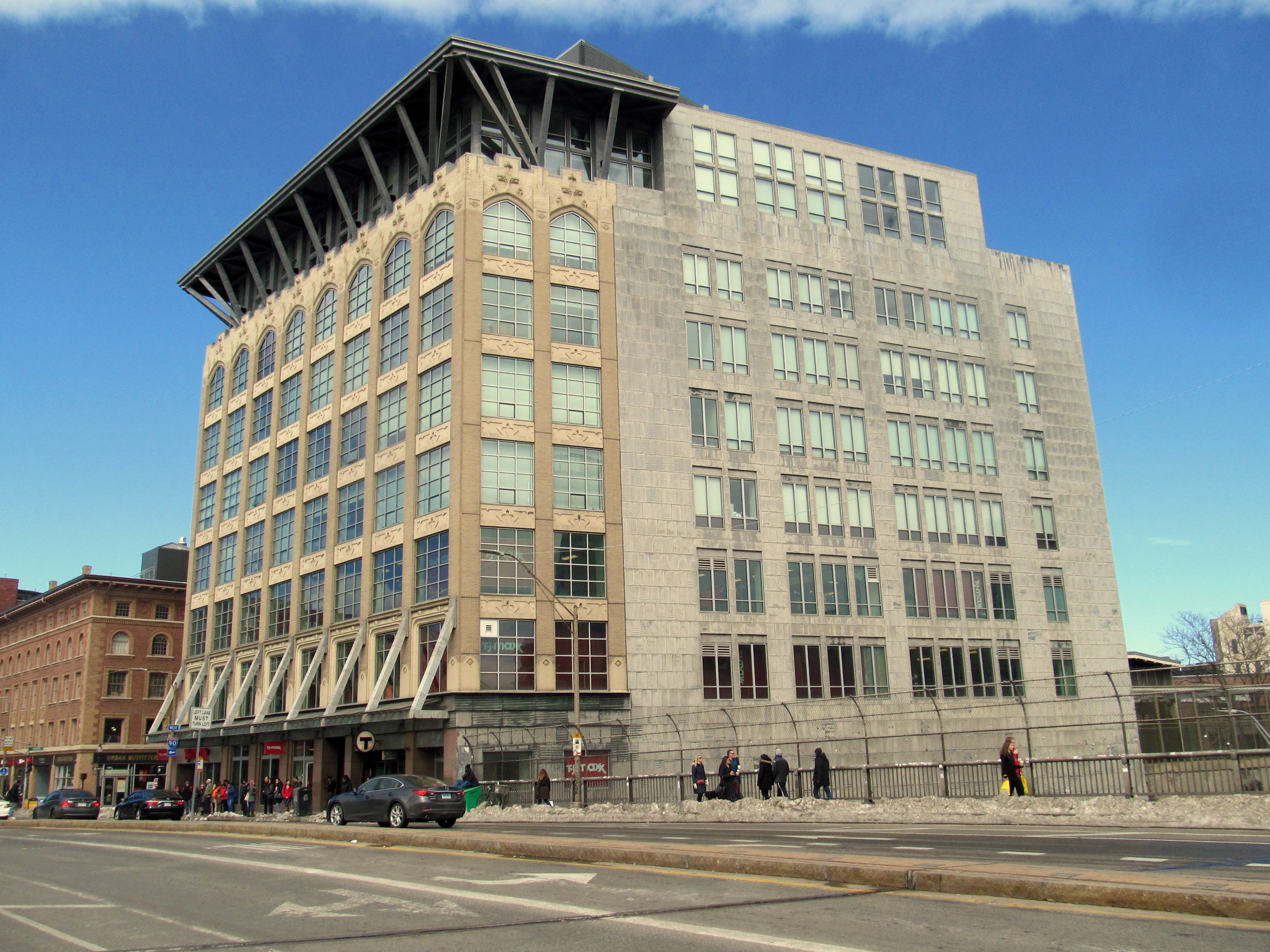
El edificio en 2017
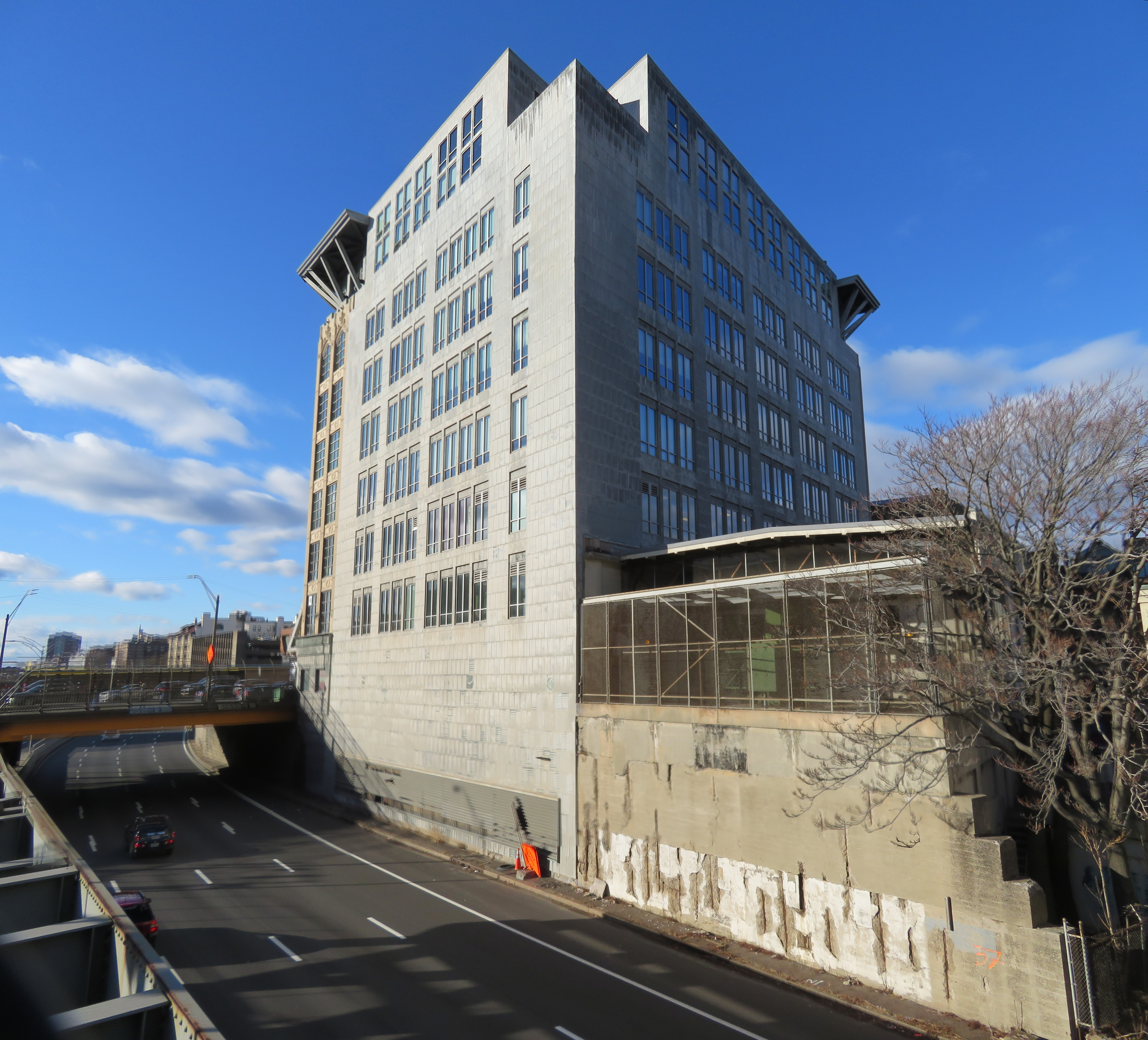
Parte trasera en 2018